# Rudnia (sielsowiet Michałki)
Rudnia (biał. Рудня; ros. Рудня) – agromiasteczko na Białorusi, w obwodzie homelskim, w rejonie mozyrskim, siedziba administracyjna sielsowietu Michałki. 

## Położenie
Miejscowość znajduje się 27 km na południe od Mozyrza, 160 km od Homla. Leży nad rzeką Mytwą (dopływ Prypeci), znajduje się tutaj stacja kolejowa Mytwa (na linii Kalinkowicze-Owrucz).

## Historia
Według źródeł pisanych miejscowość jest znana od początku XIX wieku jako wieś w ujeździe mozyrskim w guberni mińskiej. Według spisu ludności z 1897 r. we wsi Nowa Rudnia istniała szkoła pisania, a w folwarku o tej samej nazwie młyn wodny i sukienniczy. W 1908 r. otwarto szkołę parafialną, która mieściła się w wynajmowanym chłopskim domu. 
W 1931 r. zorganizowano kołchoz. Podczas Wielkiej wojny ojczyźnianej na froncie zginęły 34 osoby. 4 czerwca 1985 roku wieś ustanowiono siedzibą sielsowietu. W związku z budową kompleksu przemysłowego "Mozyrz" w 1992 r. do wsi przesiedlono mieszkańców wsi Michałki. W 2009 roku miejscowość otrzymała status agromiasteczka. Jest siedzibą sowchozu "Mozyrski", działają w niej tartak, młyn, szkoła średnia i szkoła muzyczna, Dom Kultury, biblioteka, przedszkole, przychodnia, poczta oraz sklep.
W 1999 roku otwarto Kościół Chrześcijan Wiary Ewangelicznej „Światło Życia”, który liczy około 100 członków.

## Miejsce martyrologii
Przy drodze z Mozyrza, niedaleko wsi, od połowy lat 90. XX w. znajduje się pięciometrowy kamienny krzyż. Stoi w miejscu zbiorowej mogiły ofiar NKWD rozstrzelanych i pochowanych w tym miejscu w latach 30. XX wieku. Na tablicy znajduje się napis "W tym lesie w latach 1937-1939 przeprowadzano masowe rozstrzelania i pochówki niewinnych mieszkańców Polesia / Ofiary nieuzasadnionych represji politycznych." O ofiarach leżących w masowych grobach wiadomo niewiele.
Podczas wielkiego terroru w latach 1937-1938 mozyrski departament NKWD wykorzystywał ten odległy obszar do mordowania więźniów politycznych. Na początku lat 90. XX w. masowe groby zbadano i obecnie są uważane za jedyne oficjalnie uznane groby ofiar wielkiego terroru w rejonie mozyrskim. Liczba ofiar nie jest znana. Według oficjalnych danych spoczywa tu około 500 osób.